# アエラリス 高等ジェット練習機
アエラリス 高等ジェット練習機
- 用途：高等練習機
- 製造者：アエラリス
- 運用状況：開発中

アエラリス 高等ジェット練習機は、イギリスのアエラリス社が設計した高等ジェット練習機である。また、作戦用訓練、基本ジェット訓練、曲技・展示飛行、軽攻撃機など、さまざまな役割をこなすために再構成が可能なモジュール式航空機ファミリーの、第一のバリエーションでもある。
2022年10月中にエアバスUKに風洞実験を行い、さらにアエラリスは2024年に高等ジェット練習機タイプの初飛行を実施する予定である。 
イギリス空軍は、老朽化したBAe ホークの後継機として、ラピッド・ケイパビリティーズ・オフィスを通じて同機の研究開発に資金を拠出してきた。

## 設計と開発
高等ジェット練習機（AJT）は、アビオニクス、デジタルシステム、中心胴体など、約85%の部品を各機体で共有するジェット軽飛行機ファミリーの最初のバリエーションである。エンジンや主尾翼など残りの部品は、さまざまな役割に応じて交換することができる。アエラリスによると、このモジュール方式と保有機材の合理化により、エンドユーザーにコスト削減と柔軟性の増大を提供することを目的としている。アエラリスのシステムで実現できる役割は、高等ジェット練習機、基本ジェット練習機、作戦訓練用機、曲技・展示用飛行機、軽戦闘攻撃機などである。
このプロジェクトは、2015年にDARTという名前で初めて公開された。2019年、アエラリスはエンジニアリング・設計コンサルタント会社のアトキンスと提携し、計画されている3種類の機体のうち、高等ジェット練習機と基本ジェット練習機の2種類を担当することになった。
2021年2月、アエラリスは英空軍のラピッド・ケイパビリティーズ・オフィスと3年間の契約を締結し、同機のさらなる開発を進めている。続いて2021年3月には、タレスUK社との間で、訓練・シミュレーションシステムのさらなる開発を目的とした協業契約を締結した。
2021年9月、アエラリスは、無人戦闘機型や無人給油機型など、将来のさらなるバリエーション候補をいくつか展示した。また、中東の名前不詳の国（後にカタールのバルザン・ホールディングスであることが判明）から1050万ポンドの現金出資を受けたことを発表し、同機が国際的な関心を集めている証しだと述べた。同月、アエラリスはロールス・ロイス社とも航空機用エンジンの供給に関する覚書に調印した。アトキンスとシーメンスも、航空機のデジタルシステムであるアエルサイドに関してアエラリスと協力することに同意した。
2022年3月、カタールで開催されたDIMDEXカンファレンスに、英国で生産された実機大のモックアップ2機が登場した。モックアップは、カタールの首長のシャイフ・タミーム・ビン・ハマド・アール＝サーニーが、バルザン・ホールディングスの代表・担当者や英国ないしカタールの政府高官が出席した式典で公開された。また、インド、韓国、インドネシアからの国際代表団も出席した。その2ヶ月後、アエラリスは英空軍から再び多額の投資を受け、イギリス国防省（MOD）のオープン・ミッション・アーキテクチャであるPYRAMIDのポテンシャルを評価するプログラムのフェーズ2を開始した。アエラリスはまた、英空軍の将来戦闘航空システム（FCAS）構想の枠組みの中でアエラリスの可能性を探るため、英国防省およびその調達部門である国防装備・支援本部（DE＆S）と協力した。